# Giorgia Marras
Pour les articles homonymes, voir Marras.
Giorgia Marras est une autrice de bande dessinée et illustratrice franco-italienne née le 12 mars 1988 à Gênes. Elle a publié une biographie sur Edvard Munch et une autre sur Élisabeth de Wittelsbach, dite « Sissi ».

## Biographie
Née à Gênes le 12 mars 1988, Giorgia Marras passe par un lycée artistique et étudie d'abord à l'Académie des Beaux-Arts de Gênes avant de suivre des cours d'art plastique à l'Université Paris-VIII.
Elle effectue une résidence artistique à Linz en 2013, où elle travaille sur ce qui deviendra une biographie d'Edvard Munch : Munch avant Munch, dont la publication en français a lieu en 2016 chez Steinkis. L'autrice y retrace notamment la jeunesse du peintre norvégien dans « une atmosphère sombre et parfois inquiétante » dans un style pouvant rappeler celui d'Anne Teuf. Dans le sillage de l'œuvre, les travaux de Giorgia Marras sont exposés à Bologne par la galerie ONO Arte Contemporanea en 2017,.
Elle entre en résidence à la maison des auteurs d'Angoulême entre 2015 et 2019 pour y préparer une biographie sur l'impératrice Élisabeth de Wittelsbach, dite « Sissi ». Intitulé  Sissi - Une femme au delà du conte de fées, l'album paraît en 2019, de nouveau chez Steinkis. Loin de l'image projetée par la série de films, l'autrice voit en elle une personnalité moderne, indépendante, timide. L'ouvrage est publié également en italien.
En 2020, dans le cadre de l’Année de la Bande Dessinée, elle participe à l'évènement « Toute la France dessine », qui se produit pendant le confinement.

## Œuvres

### En français
- Munch avant Munch, Steinkis, 2016  (ISBN 979-10-90090-99-6) ; originellement publiée en italien par Tuss Éditions en 2014 ; traduit en espagnol en 2016 (éd. Sapristi)[2].
- Sissi - Une femme au delà du conte de fées, Steinkis, 2019  (ISBN 979-10-90090-92-7)